# The Time Of Your Life
«The Time Of Your Life» (Час вашого життя) — другий сингл Alex Day, виданий у травні 2010 року. Даний сингл входить до альбому «The World Is Mine (I Don't Know Anything)» 2010 року. До пісні було відзнято відеокліп.

## Відео
Відео було презентоване на YouTube з офіційного профілю Alex Day 16 травня 2010 року. На відео Алекс Дей знаходить у своїй кімнаті коробку з написом «The Time Of Your Life», в якому захована дівчина, що виконує роль запрограмованого робота (нею виступила дівчина з попереднього кліпу «Here Comes My Baby»). Після цього Алекс починає поводитись з дівчиною як зі справжньою і закохується у неї. Пізніше вона знаходить фото Алекса з іншою жінкою і вирушає до неї з думкою вбити її, і дорогою зустрічає її картонний клон, але Алекс не дає їм зблизитись і штовхає «дівчину-робота», після чого вона падає на землю і припиняє функціонувати.